# بئر سيسرا

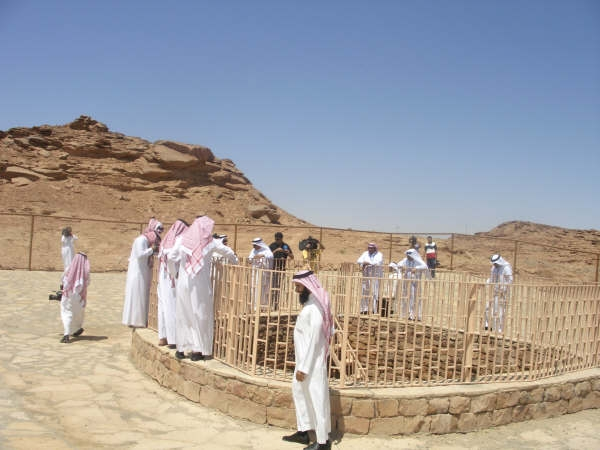

بئر سيسرا، هي من الآبار الأثرية في منطقة الجوف الواقعة في السعودية. وهي بئر منحوتة في الصخر غرب حصن زعبل، شُيّد على أحد جوانبها درج منحوت في الصخر وفي أسفلها توجد فتحة مستطيلة تتلوها فتحة أكبر، مما يؤكد أن هذه البئر كانت مصدراً لمياه العيون القديمة بالمنطقة.

## الموقع
تقع بئر سيسرا شمال مدينة سكاكا بالقرب من قلعة زعبل

## التسمية
تعود تسمية البئر للقائد العسكري الكنعاني سيسرا الذي حارب اليهود في فلسطين الكبرى، وكان قائدًا للجيوش الكنعانية، وقد ورد ذكر اسمه في النصوص التوراتية والمسيحية على انه عدو لليهود.

## الوصف
بئر سيسرا بئر محفورة في صخر رملي، وتأخذ الشكل البيضاوي بأقطار يبلغ طولها 8م×7م، وبعمق يبلغ نحو 15م، ونحتت على جوانبه الداخلية درجات تصل إلى قاعها، وتوجد قناة محفورة في الصخر في داخله كانت تستخدم لنقل المياه إلى المزارع، وهذا النوع من أنظمة الري كان معروفاً خلال الفترة النبطية (القرن الميلادي الأول)، وقد رمم الموقع وأحيط البئر بجذوع للحماية ورصفت المنطقة المحيطة به بالحجارة، وهناك طريق معبد يصل إلى الموقع، ولهذا الموقع أهمية أثرية وتراثية بالإضافة إلى تكامله السياحي مع موقع قلعة زعبل وحي زعبل إضافة إلى تميز طريقة حفره.وقد زار الجوف عالماً بالآثار يُدعى البرفيسور وينيت وزميله ريد في عام 1962م قالا:«إن هذه البئر تشبه بركة للماما موجودة في الجيب في فلسطين والمعروف أن بعض المناطق المنخفضة في سكاكا المحيطة بالبئر من الجهة الشرقية والجنوبية كانت تُسقى من ماء البئر بواسطة أنفاق تحت الأرض، وكذلك بواسطة قنوات توجد على سطح الأرض منحوتة في الصخر، وقد أُكتشفت بعض أجزاء هذه القنوات بالصدفة بعد أن كانت مطمورة بالرمل».

## انظر ايضاً
- الجوف
- سكاكا
- قلعة زعبل

## وصلات خارجية
- موقع البئر على الخريطة وصوره